# Coupe du Portugal de football 1958-1959
Navigation
1957-1958 1959-1960

La Coupe du Portugal de football 1958-1959 est la 19e édition de la Coupe du Portugal de football, considéré comme le deuxième trophée national le plus important derrière le championnat. 
La finale est jouée le 19 juillet 1959, au stade national du Jamor, entre le Benfica Lisbonne et le FC Porto. Le Benfica remporte son dixième trophée en battant le FC Porto 1 à 0.

## Finale
| 19 juillet 1959 | Benfica Lisbonne | 1 - 0   | FC Porto | Stade national du Jamor      |                              |
|                 |                  | (1 - 0) |          | Arbitrage : Décio de Freitas | Arbitrage : Décio de Freitas |
|                 | Feuille de match |         |          | Arbitrage : Décio de Freitas | Arbitrage : Décio de Freitas |